# الحياة البرية في بوتان

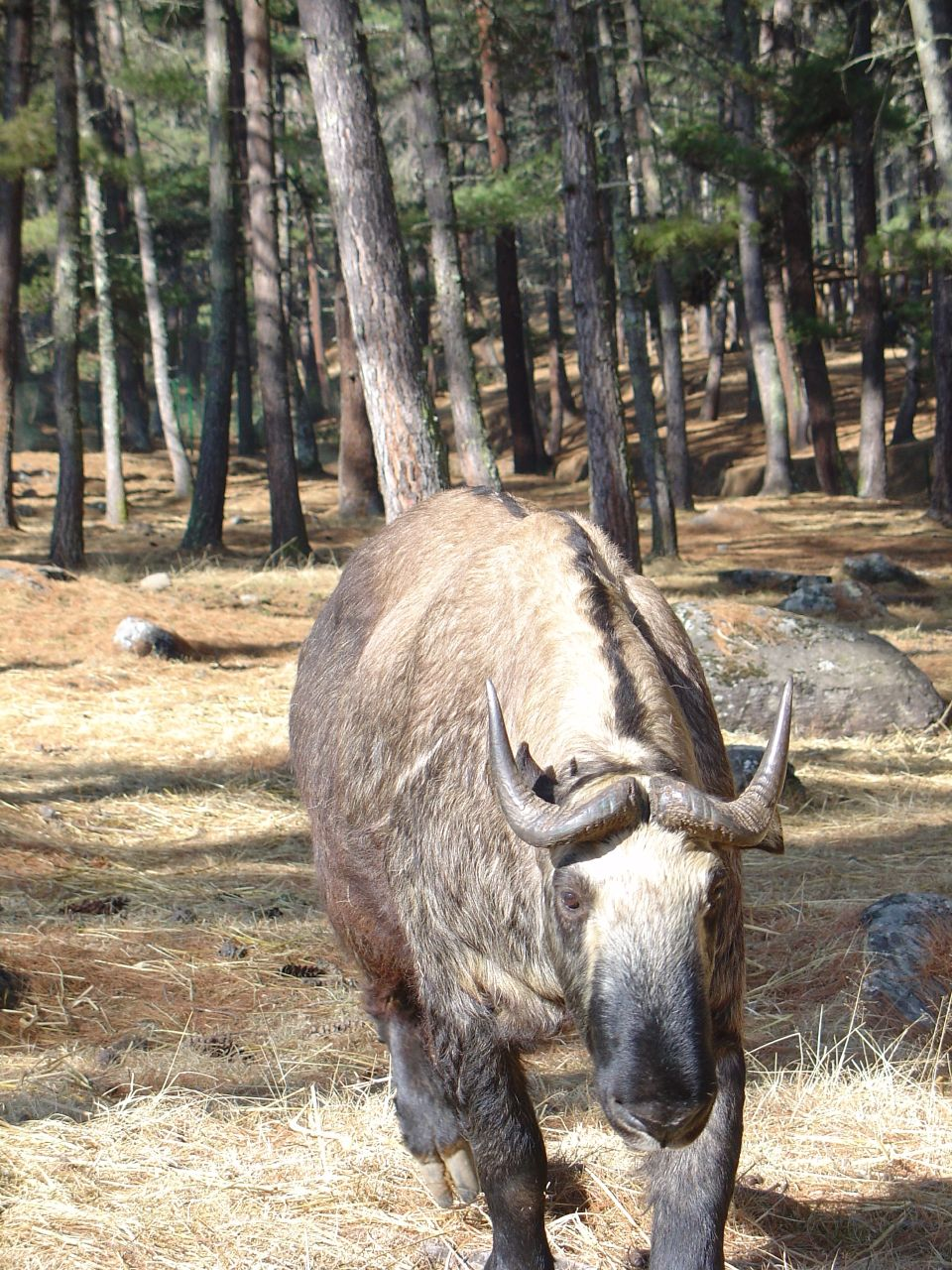
الطاكن، هو الرمز الوطني لبوتان.

تشير الحياة البرية في بوتان إلى مجموعة من الأنواع الحيوانية التي تعيش في بوتان. بسبب موقعها الجغرافي الفريد والبيئة الطبيعية نسبيا والمحافظة عليها بشكل جيد، حيوانات بوتان هي الأغنى بين الدول الآسيوية من أبعاد مماثلة. حيث يوجد أكثر من 160 نوعاً من الثدييات  في المنطقة الاستوائية وشبه الاستوائية الضيقة، وتقع على طول الحدود الجنوبية لجبال الهيمالايا، وتشمل الثدييات الفيل الآسيوي، ووحيد القرن الهندي، والثور وجاموس الماء في آسيا، والغزلان والخنازير، والفهود، والخنازير القزمة، وأرنب الخشنة، للانجير الذهبي المتوطنة والدب الكسلان والطيور - هورنبيلس، تروجوني. في هذه الغابات هناك الثعابين والبعوض والعديد من الحشرات الأخرى.